# Yannik Jaeschke
Yannik Jaeschke (* 20. Oktober 1993 in Nienburg/Weser) ist ein deutscher Fußballspieler.

## Werdegang
Der Stürmer begann seine Karriere beim SV Sebbenhausen/Balge. Über den SCB Langendamm wechselte Jaeschke im Jahre 2004 in die Jugendabteilung von Werder Bremen, wo er unter anderem in der A-Junioren-Bundesliga zum Einsatz kam. Im Jahre 2012 rückte er in den Kader der zweiten Mannschaft auf und spielte in der viertklassigen Regionalliga Nord. Ein Jahr später wechselte Jaeschke zum SV Rödinghausen, der gerade in die Oberliga Westfalen aufgestiegen war. Mit Rödinghausen wurde er auf Anhieb Vizemeister hinter Arminia Bielefeld II und stieg in die Regionalliga West auf.
Im Sommer 2015 wechselte Jaeschke zum Ligarivalen TuS Erndtebrück, mit dem er ein Jahr später in die Oberliga Westfalen abstieg. In der folgenden Saison 2016/17 wurden die Erndtebrücker Meister und schafften den direkten Wiederaufstieg. Jaeschke steuerte in dieser Spielzeit 15 Tore bei und wechselte zum Nord-Regionalligisten TSV Havelse. Mit dem TSV gewann er den Niedersachsenpokal 2019/20 durch einen 4:0-Finalsieg über den BSV Rehden. Ein Jahr später gelang Jaeschke mit seiner Mannschaft der Aufstieg in die 3. Liga, wo er in der anschließenden Saison 2021/22 daraufhin sein Profiliga-Debüt feiern konnte. Insgesamt bestritt er 30 Drittligapartien, in denen ihn fünf Tore gelangen, stieg jedoch mit der Mannschaft am Saisonende wieder zurück in die Regionalliga ab. Dort wurde er in der folgenden Saison 2022/23 zum Mannschaftskapitän ernannt.

## Erfolge
- Niedersachsenpokalsieger: 2020
- Aufstieg in die 3. Liga: 2021
- Aufstieg in die Oberliga Westfalen: 2014, 2017